# Hải cẩu Baikal
Pusa sibirica là một loài động vật có vú trong họ Hải cẩu thật sự, bộ Ăn thịt. Loài này được Gmelin mô tả năm 1788.
Là loài đặc hữu của hồ Baikal ở Siberia, Nga. Giống như hải cẩu Caspi, loài này có liên quan đến loài hải cẩu quanh Bắc Cực. Hải cẩu Baikal là một trong những loài hải cẩu nhỏ và loài động vật chân màng chỉ sinh sống ở vùng nước ngọt. Một quần thể hải cẩu cảng nội địa sống trong khu vực của vịnh Hudson của Quebec, Canada (hải cẩu cảng lac de Loups Marins), hải cẩu đeo vòng Saimaa (một phân loài hải cẩu đeo vòng) và hải cẩu Ladoga (một phân loài hải cẩu đeo vòng) được tìm thấy trong nước ngọt, nhưng đây là một phần của loài đó cũng có số sinh sống ở biển. Vẫn còn một bí ẩn khoa học làm thế nào thế nào ban đầu những con hải cẩu này di chuyển đến hồ Baikal, hàng trăm cây số từ bất cứ đại dương nào.

## Hình ảnh

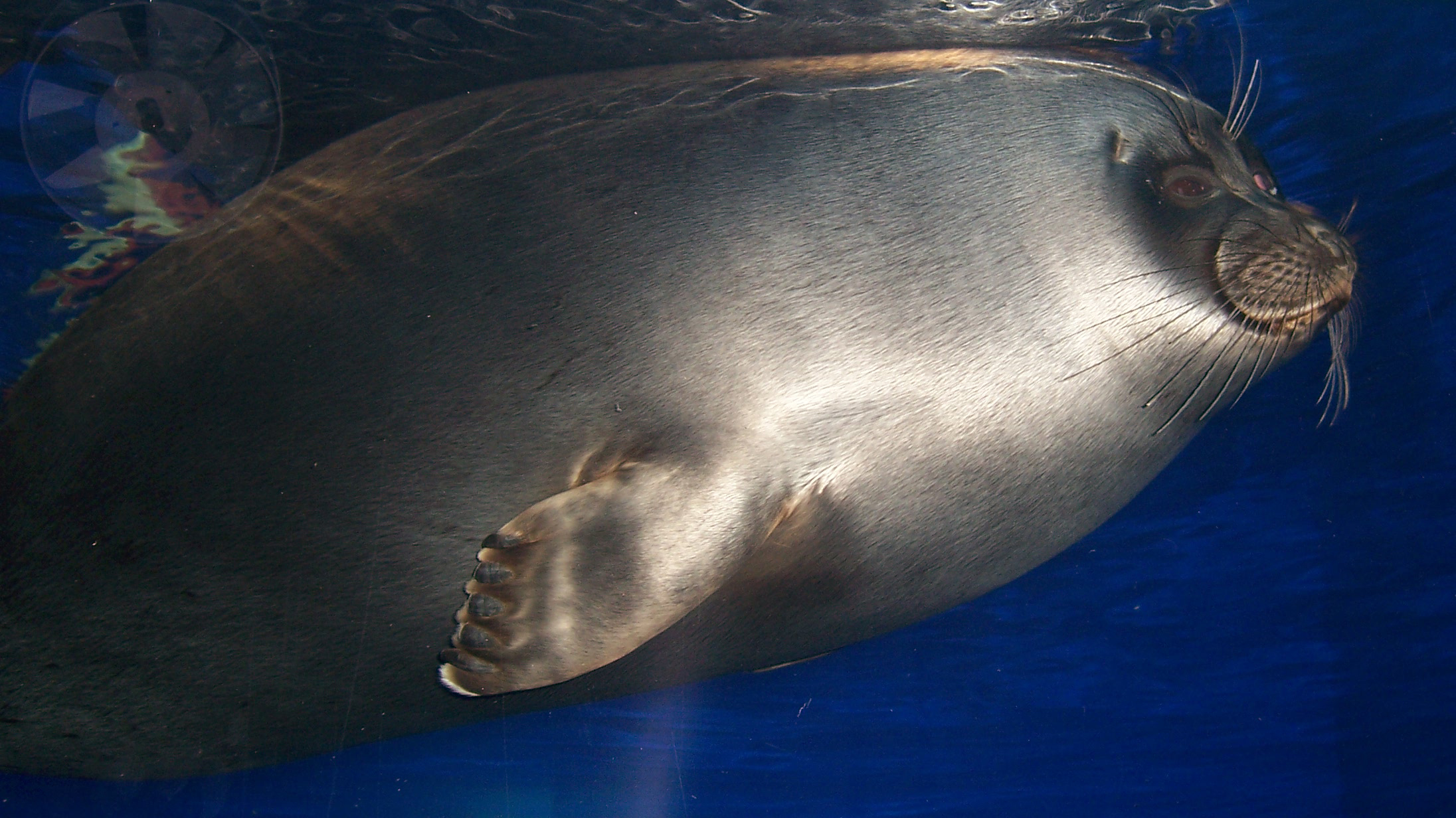
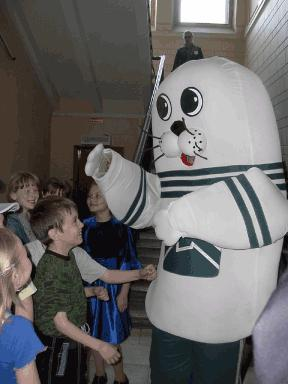
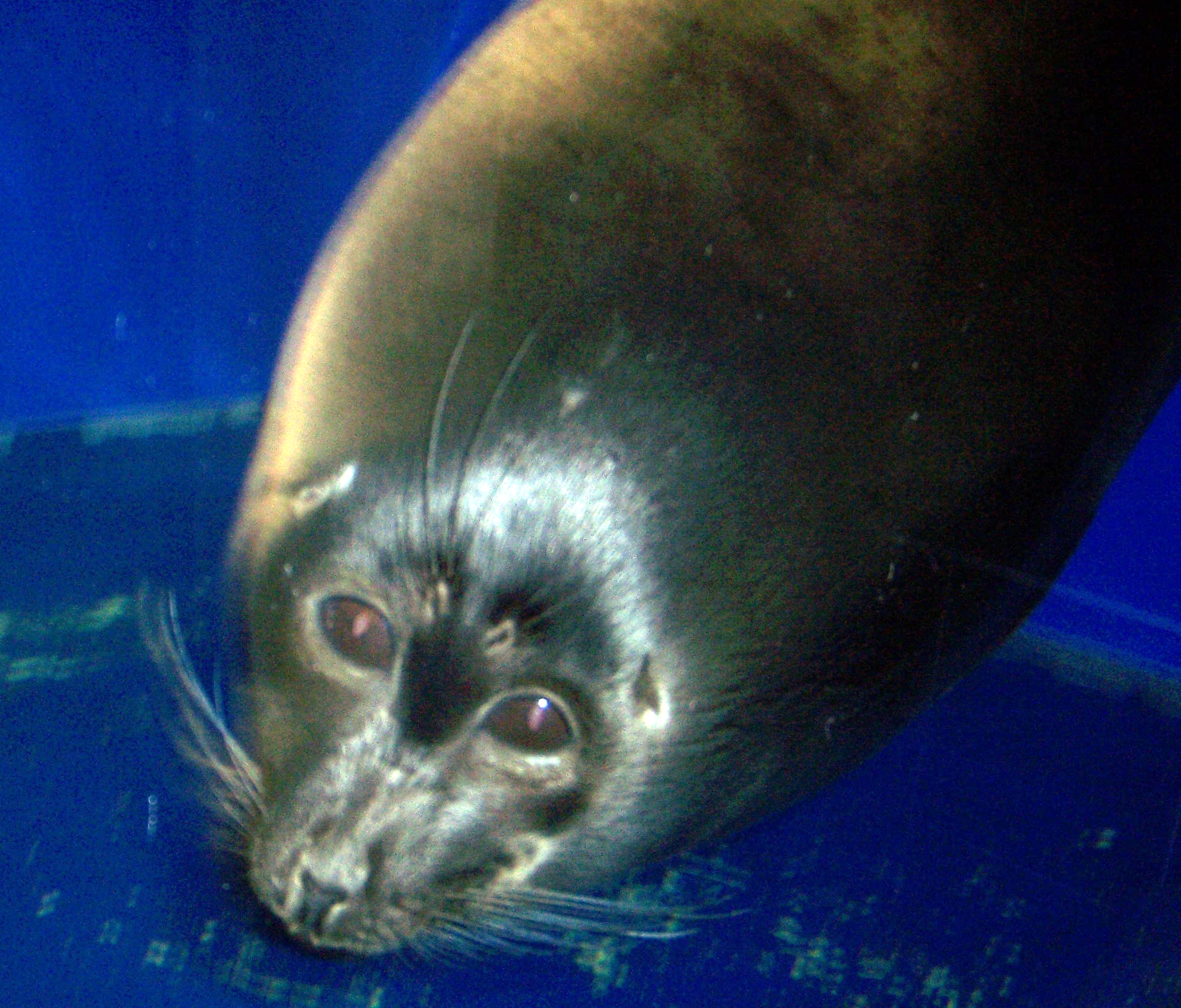
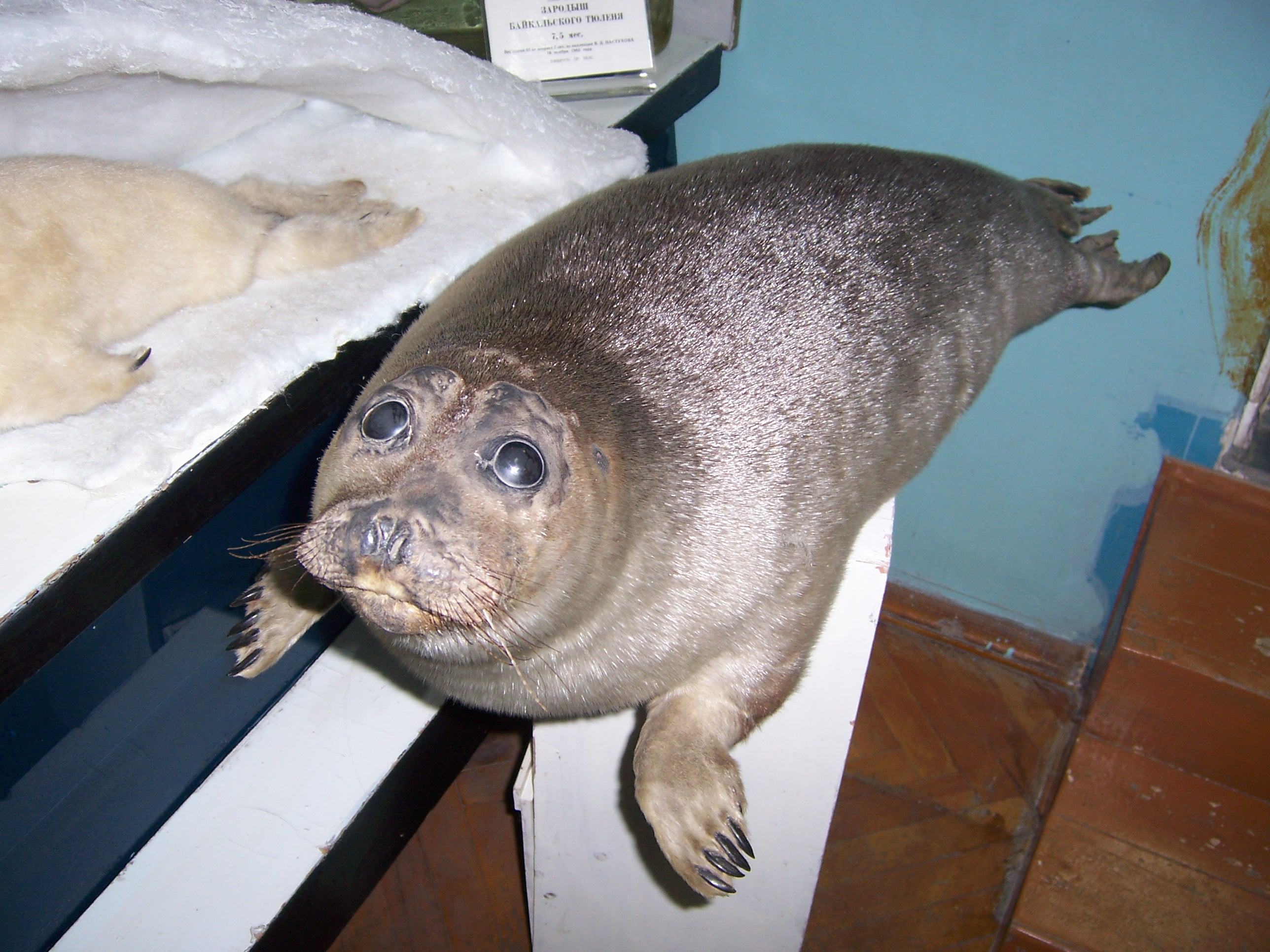